# Neodrypta
Neodrypta is een geslacht van kevers uit de familie van de loopkevers (Carabidae). De wetenschappelijke naam van het geslacht is voor het eerst geldig gepubliceerd in 1960 door Basilewsky.

## Soorten
Het geslacht Neodrypta is monotypisch en omvat slechts de volgende soort:
- Neodrypta costigera (Chaudoir, 1861)